# Colpoclypeus
Colpoclypeus is een geslacht van vliesvleugeligen uit de familie Eulophidae. De wetenschappelijke naam van dit geslacht is voor het eerst geldig gepubliceerd in 1941 door Lucchese.

## Soorten
Het geslacht Colpoclypeus omvat de volgende soorten:
- Colpoclypeus florus (Walker, 1839)
- Colpoclypeus michoacanensis Sánchez & Figueroa, 2011